# Josef Löbbert
Josef Löbbert (* 26. Mai 1916 in Gelsenkirchen; † 22. Februar 1996 ebenda) war ein deutscher Politiker (SPD). Von 1965 bis 1976 war er Mitglied des Deutschen Bundestages und von 1969 bis 1975 Oberbürgermeister der Stadt Gelsenkirchen.

## Leben und Beruf
Nach dem Besuch der Volksschule absolvierte Löbbert eine Ausbildung zum Glasschneider bei der Deutschen Libbey-Owens-Gesellschaft. Er leistete 1936/37 Reichsarbeitsdienst, nahm von 1939 bis 1945 als Soldat am Zweiten Weltkrieg und geriet zuletzt in Gefangenschaft. Nach dem Kriegsende arbeitete er erneut als Glasschneider und bildete sich daneben mit Lehrgängen beim Volksbildungswerk sowie mit Kursen bei Gewerkschafts- und Volkshochschulen fort.

## Partei
Löbbert war seit 1946 Mitglied der SPD.

## Abgeordneter
Löbbert war seit 1956 Ratsmitglied der Stadt Gelsenkirchen und wurde dort 1963 zum Vorsitzenden der SPD-Fraktion gewählt. Dem Deutschen Bundestag gehörte er von 1965 bis 1976 an. Im Parlament vertrat er den Wahlkreis Gelsenkirchen I.

## Öffentliche Ämter
Löbbert amtierte von 1969 bis 1975 als Oberbürgermeister der Stadt Gelsenkirchen.
| Personendaten    | Personendaten                                                       |
| ---------------- | ------------------------------------------------------------------- |
| NAME             | Löbbert, Josef                                                      |
| KURZBESCHREIBUNG | deutscher Politiker (SPD), MdB, Oberbürgermeister von Gelsenkirchen |
| GEBURTSDATUM     | 26. Mai 1916                                                        |
| GEBURTSORT       | Gelsenkirchen                                                       |
| STERBEDATUM      | 22. Februar 1996                                                    |
| STERBEORT        | Gelsenkirchen                                                       |